# Abbazia Saint-Étienne di Bassac
L'abbazia Saint-Étienne di Bassac è un'abbazia benedettina situata a Bassac e fondata all'inizio dell'XI secolo.

## Storia dell'abbazia

### Fondazione
L'abbazia Saint-Étienne di Bassac, nel 1002, ha come fondatori Wardrade Lorichès, conti di Marche e primo signore noto di Jarnac e sua moglie Rixendis, al loro ritorno di un pellegrinaggio a Roma. Entrambi sono stati sepolti nella chiesa di Bassac. La carta firmata a Roma in presenza di Guillaume Taillefer, conte di Angoulême, è giunta fino a noi:
«Io, Wardrade, designato, do al signore Dio ed ai suddetti abitanti del monastero Saint-Etienne de Bassac, ed ai loro successori, a perpetuità, la mia foresta di Marive, prati, boschi e giardini, acque e laminatoi, e tutto quanto lo circonda che mi appartiene. Inoltre il borgo dove è situato il monastero e tutta la terra che lo circonda, la parrocchia e la decima, le rendite, di conseguenza tutte le case (...).»

### Evoluzione dello statuto
Aymard sarà il primo abate, accompagnato da venti monaci benedettini dell'abbazia Saint-Cybard.
Era una chiesa abbaziale della diocesi di Saintes.
È stata consacrata verso il 1015 da Grimoard, vescovo di Angoulême, con suo fratello Iso, vescovo di Saintes. È stata dedicata a Notre-Dame, Saint Étienne, primo martire ed ai santi apostoli Pierre e Paul.
Collegata nel 1092 all'abbazia di Saint-Jean-d'Angély, ridiventa libera nel 1246.
Quest'abbazia benedettina di Saint Maur aveva diritto di giustizia su Bassac.

### Guerre, saccheggi e distruzioni
L'abbazia ha sofferto durante la guerra dei cento anni, il conte di Derby ha saccheggiato per la prima volta. I monaci la rinforzano bucando le pareti creando delle feritoie.
Quindi è stata restaurata dall'abate Guillaume di Vibrac, dal 1247 al 1286.
Viene saccheggiata dalle truppe anglo-guasconi nel 1434, gli abitanti del villaggio e dell'abbazia vengono dispersi o fatti prigionieri. Nel 1450, Pierre-Bernard III, scoraggiato, e non sentendosi l'uomo della situazione, si dimette dalla sua carica. Viene restaurata e rinforzata dall'abate Henri de Courbon, dal 1451 al 1476 che ricostruisce anche la casa dell'abate ed il chiostro.
Viene nuovamente saccheggiata nel 1564, questa volta dai protestanti, poi nel 1569 assediata e saccheggiata dai cattolici al momento della Battaglia di Jarnac.

### Perdita temporanea della funzione religiosa
L'abbazia è stata abbandonata nel 1793, quindi rioccupata dai Mauristes.
È attualmente occupata dai fratelli missionari di Sainte-Thérèse del figlio Gesù.
Si può leggere sulla propria facciata romana un'iscrizione della frase di Maximilien de Robespierre: «Il popolo francese riconosce l'essere supremo ed l'immortalità del cuore».

## Architettura dell'abbazia
È stata classificata Monumento storico dal decreto del 10 dicembre 1880.

### La chiesa abbaziale Saint-Étienne
La prima chiesa, romana, è sostituita nel XIII secolo da una chiesa gotica conservando le basi delle pareti dell'XI secolo. È di piano rettangolare e si compone di quattro campate che terminano su l'abside portante. Le sue volte di ogiva bombata sono dello stile gotico dell'ovest.
L'interno, è diviso in due parti uguali con un recinto, nella sua parte inferiore, sotto un'arcata, la sepoltura dei fondatori, Wardrade e Rixendis, signori di Jarnac.
Il muro dell'abside è stato bucato successivamente, nel XV secolo e rimpiazzata da una grande apertura. È stata allora rinforzata, fiancheggiata di guardiole. Due guardiole quadrate che fungono da archetti, sono costruite sopra i contrafforti che inquadrano la facciata. Sono collegate da un passaggio che permette anche di servire le altre due aperture nel pignone.
Nel 1677 e 1688 le volte della chiesa dell'abbazia sono state ricostruite.

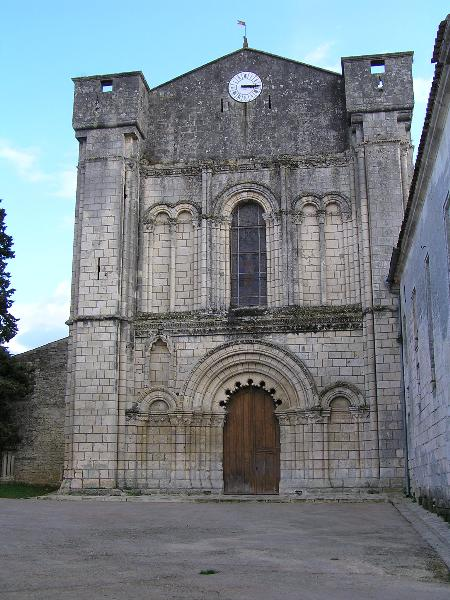
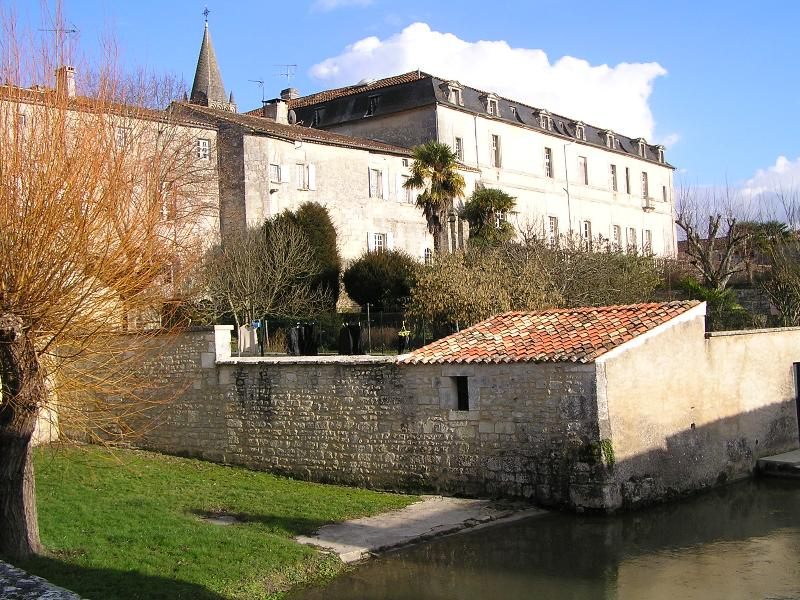
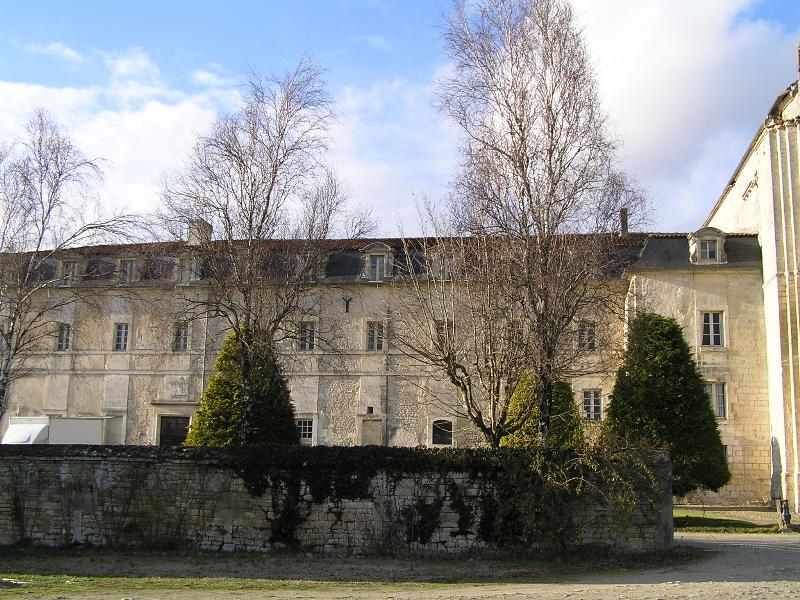
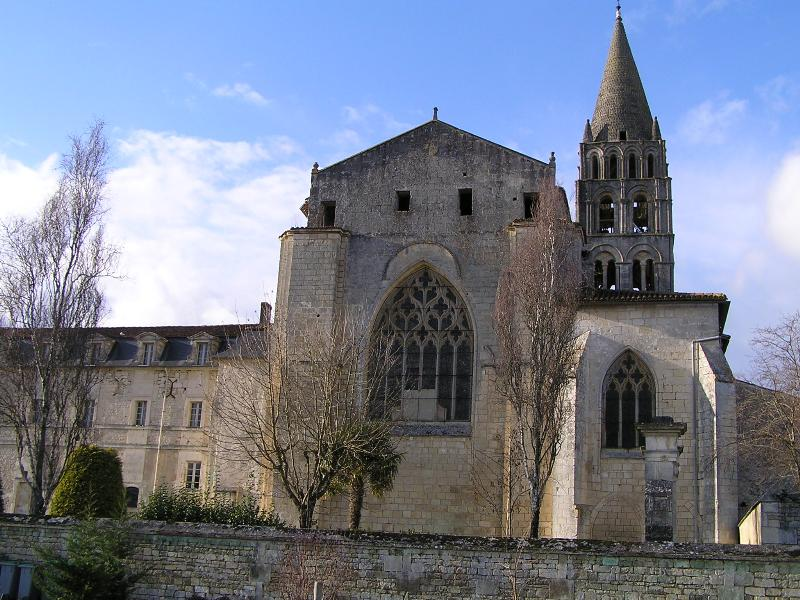

### Il campanile
Il campanile romano è stato conservato e la sua parte superiore è stata completata nel XIII secolo. Possiede un piano terra coperto da una piccola cupola molto elevata del XII secolo, presenta, sopra il basamento, quattro piani in ritiro gli uni sugli altri, posti agli angoli e sottolineati da un cordone, è superato di una freccia conica a sovrapposizione, accostata alla sua base da quattro pinnacoli in piramide triangolare.

### L'abside
Si trova, dentro una volta del XIII secolo passando da un'apertura, converte in una volta con traverse, seguita da un'altra volta del XV secolo, incurvata soltanto su ogive, aventi un'apertura a tre croci con una rete che schiarisce.

### Gli edifici monastici
Al XV secolo l'abbazia è stata circondata da un recinto di muro.
Gli edifici conventuali sono stati costruiti tra il 1677 e il 1716.

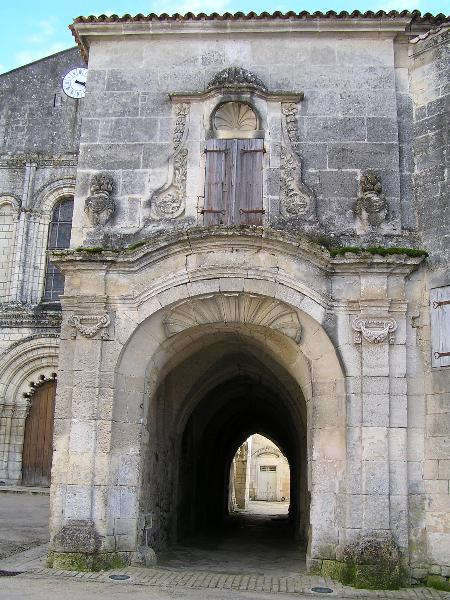
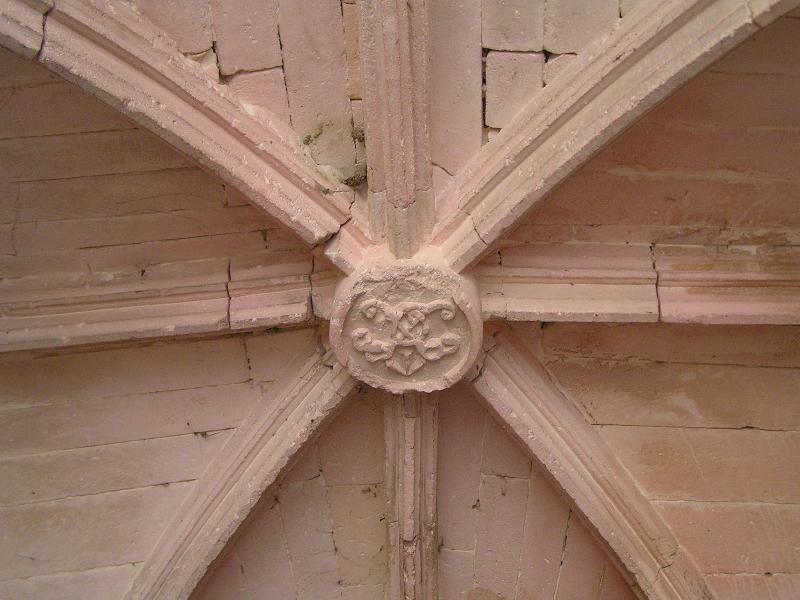
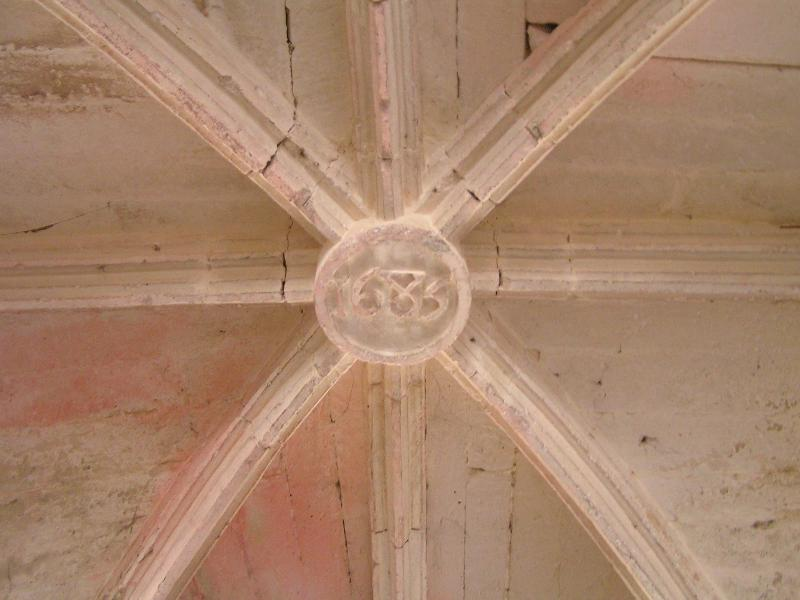
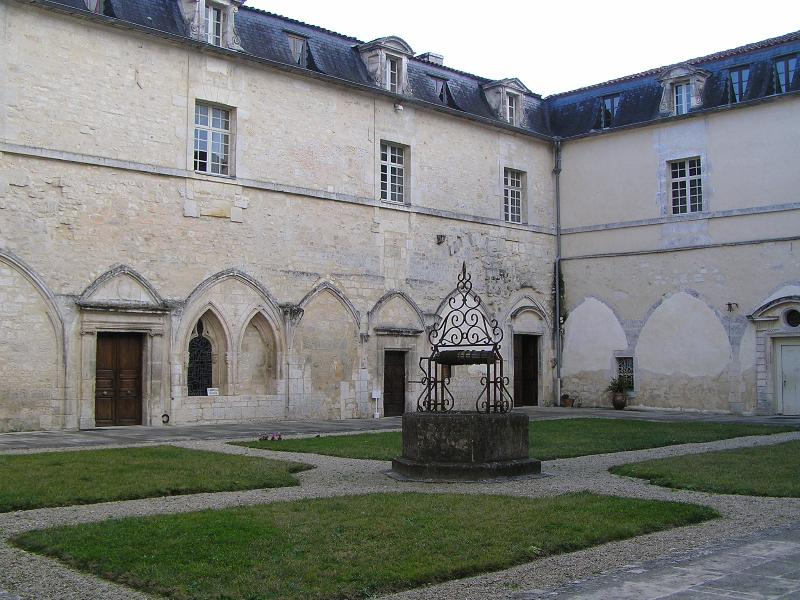

Il chiostro è stato distrutto nel 1820.
L'abbazia è stata in parte ricostruita dai mauristi e quindi restaurata nel XIX secolo.

## Attività
L'abbazia ha l'approvazione per ricevere le classi verdi, ma è soprattutto un luogo d'accoglienza, che si presenta così: « I fratelli missionari di Sainte-Thérèse li accolgono all'abbazia di Bassac in uno scrigno di verde, bagnato di sole. Decorato da un parco di 2,5 ettari, sui bordi della Charente, questa costruzione di pietre caricate di storia, vi offre calma e bellezza, al cuore di una regione pittoresca»